# 安妮特·哈丁
安妮特·哈丁（德語：Annette Hadding，1975年12月3日—），德国女子游泳运动员，主攻自由泳。她曾代表德国参加1992年夏季奥林匹克运动会游泳比赛，获得女子4×100米自由泳接力铜牌。